# Янус Олександр Миколайович
Олександр Миколайович Янус (Іванов) (25 грудня 1904, місто Везенберг Віруського повіту, тепер місто Раквере, Естонія — листопад 1960, місто Таллінн, тепер Естонія) — радянський естонський діяч, секретар ЦК КП(б) Естонії, 1-й секретар Вільяндського повітового комітету КП(б) Естонії. Член Бюро ЦК КП(б) Естонії в 1950—1954 роках. Депутат Верховної ради Естонської РСР. Депутат Верховної ради СРСР 3-го скликання.

## Життєпис
Народився в родині теслі Миколи Іванова (Януса). Батько помер у 1914 році, мати працювала служницею. З 1912 по 1916 рік навчався в початковій школі в місті Везенберг (Раквере). З 1916 по 1918 рік був учнем-слюсарем слюсарної майстерні в Раквере. З 1918 по квітень 1919 року проживав у тітки в Петрограді.
У квітні 1919 — квітні 1924 року — в Червоній армії, учасник громадянської війни в Росії. Брав участь у боях проти військ генерала Антона Денікіна і загонів Нестора Махна під Харковом і Луганськом, входив до складу групи окремого винищувального дивізіону імені Ульянова. У 1921 році був поранений.
З квітня 1924 по листопад 1929 року працював слюсарем-сантехніком машинобудівного заводу «Більшовик» у місті Києві. Член ВКП(б) з 1926 року.
У 1927—1929 роках — слухач вечірнього робітничого факультету в Києві.
У листопаді 1929 — 1931 року — заступник голови Тарасовської районної контрольної комісії — робітничо-селянської інспекції Північно-Кавказького краю.
У 1931—1935 роках — студент факультету військової історії Північно-Кавказького комуністичного університету (Комуністичної академії імені Сталіна), здобув спеціальність історика-пропагандиста і політпрацівника РСЧА.
У 1935—1937 роках — заступник директора Старо-Атагинської машинно-тракторної станції з політичної частини Чечено-Інгуської АРСР.
У 1937 — травні 1940 року — завідувач відділу партійного життя, завідувач відділу пропаганди редакції газети «Грозненський робітник» міста Грозного Чечено-Інгуської АРСР.
У травні — серпні 1940 року — в резерві політпрацівників Політичного управління Ленінградського військового округу. У серпні 1940 — серпні 1941 року — начальник політичного відділу 180-ї територіальної стрілецької дивізії РСЧА в місті Таллінні.
У серпні 1941 — червні 1942 року — заступник начальника політичного відділу 202-ї мотострілецької дивізії РСЧА Північно-Західного фронту. У червні 1942 — березні 1943 року — начальник політичного відділу 126-ї окремої стрілецької бригади РСЧА Північно-Західного фронту. З березня по червень 1943 року перебував у резерві Політичного управління РСЧА. У червні 1943 — лютому 1944 року — інспектор політичного відділу 8-го Естонського стрілецького корпусу на Калінінському і Ленінградському фронтах. Був важко поранений у боях за Нарву. У лютому 1944 — січні 1945 року — заступник командира 779-го артилерійського полку з політичної частини на Ленінградському фронті. У квітні 1945 — січні 1946 року — заступник командира 938-го полку 306-ї стрілецької дивізії з політичної частини на Ленінградському фронті і в Туркестанському військовому окрузі.
У січні 1946 — квітні 1950 року — 1-й секретар Вільяндського (Вільяндімаського) повітового комітету КП(б) Естонії.
26 березня 1950 — 11 квітня 1951 року — секретар ЦК КП(б) Естонії.
У квітні 1951 — червні 1953 року — начальник Політичного сектору Міністерства сільського господарства Естонської РСР.
У червні 1953 — лютому 1954 року — начальник Політичного відділу Управління міліції Міністерства внутрішніх справ Естонської РСР.
У лютому 1954 — липні 1956 року — заступник міністра торгівлі Естонської РСР з кадрів.
У 1956 — листопаді 1960 року — директор ресторану «Норд» Талліннського тресту їдалень, ресторанів та кафе.
Помер у листопаді 1960 року в місті Таллінні. Похований 20 листопада 1960 року на Лісовому цвинтарі Таллінна.

## Звання
- батальйонний комісар
- старший батальйонний комісар
- майор

## Нагороди
- орден Леніна (20.07.1950)
- орден Червоного Прапора
- орден Вітчизняної війни ІІ ст. (25.05.1945)
- орден Червоної Зірки (9.11.1943)
- медалі